# Scrappy-Doo
Scrappy Doo es un cachorro gran danés de ficción creado por Hanna-Barbera Productions en 1979 como el sobrino de Scooby-Doo, la estrella del dibujo animado. Scrappy ha aparecido en varias de las diversas encarnaciones de la serie de dibujos animados Scooby-Doo.

## Biografía del personaje
Scrappy tiene un origen contradictorio. Originalmente, como se muestra en la introducción de los episodios de la serie, Scrappy sólo conoció a su tío Scooby después de convertirse en un cachorro. Sin embargo, en diciembre de 1980 episodio de Scooby-Doo and Scrappy-Doo ("Scrappy cumpleaños") representa el nacimiento Scrappy-Doo en la que Shaggy y Scooby-Doo ven al pequeño Scrappy recién nacido en los brazos de Ruby-Doo, la hermana de Scooby-Doo. Nacido en el Hospital San Bernardo con la hermana de Scooby-Doo-Doo Ruby el 20 de diciembre de 1979. Scrappy idolatra a su tío Scooby y con frecuencia ayudar a Scooby y sus amigos en la solución de los misterios (Scrappy Scooby salva varias veces de los monstruos cuando ellos estaban buscando para el resto de la banda se muestra). Con una personalidad muy enérgica y valiente, a pesar de su pequeño tamaño, Scrappy era exactamente lo contrario de su tío, Scrappy normalmente insisten en tratar de combatir directamente los diversos monstruos de Scooby y sus colegas encontraron y por lo general tienen que ser arrastrado por Scooby. En relación con esto, uno de los Scrappy frases fue: "¡Déjamelos! ¡Voy a aplastarlos!". Otra de las frases Scrappy-Doo es, "¡Ta ta dadada DAAA! (Imitando una corneta tocando "¡Carga!") ¡Poder perruno", que también es muy fuerte, capaz de romper las paredes de roca sólida. El personaje fue creado por el escritor Mark Evanier, que ha reconocido su personalidad basándose en gran medida en el personaje de la de los Looney Tunes Henery Hawk.
En Scooby-Doo los Hermanos Boo, Scooby-Doo y la Escuela Ghoul y Scooby-Doo y el hombre lobo reticente, Scrappy es más atenuado, ya que es menos combativo y un poco más cobarde, pero aún mucho más valiente que Scooby y Shaggy . En las tres películas que a veces sirve como el cerebro del trío, el descubrimiento de pistas y dónde ir después. Además, la idea de Scrappy en realidad no puede haber sido todo lo nuevo en la serie, ya que "... se parecía a la de Spears y la idea inicial de Ruby para un perro poco combativa", que fue una de las primeras ideas para la Scooby-Doo propio personaje, junto con el "gran perro cobarde" en última instancia, elegido.

## Series y películas de Scooby-Doo protagonizadas por Scrappy Doo

### Series
- Scooby-Doo and Scrappy-Doo (versión de media hora) (1979–1980)
- El show de Scooby-Doo y Scrappy-Doo (versión de 7 minutos) (1980–1983)
- Scrappy and Yabba-Doo (1982)
- The All-New Scooby and Scrappy-Doo Show (1983–1984)
- The New Scooby-Doo Mysteries (1984–1985)
- The 13 Ghosts of Scooby-Doo (1985)
- Scooby-Doo! Mystery Incorporated (2010) (cameo)
- Velma (2023)

### Telefilms
- Scooby-Doo Meets the Boo Brothers (1987)
- Scooby-Doo and the Ghoul School (1988)
- Scooby-Doo and the Reluctant Werewolf (1988)
- The Scooby-Doo Project (1999)

### Películas
- Scooby-Doo (2002)

### Crossovers
- Scoobynatural (2018) (cameo)